# Öraudden
Öraudden är en halvö i Åland (Finland). Den ligger i den nordvästra delen av landskapet, 40 km norr om huvudstaden Mariehamn.
I omgivningarna runt Öraudden växer i huvudsak barrskog. Runt Öraudden är det mycket glesbefolkat, med 6 invånare per kvadratkilometer.